# 明娜·海波涅米
明娜·海波涅米（芬蘭語：Minna Heponiemi，1977年8月10日—），瑞典女子足球运动员，场上位置是前锋。她曾代表瑞典国家队参加1999年国际足联女子世界杯，结果队伍获得第六名。